# عوین (روستا)
 عوین  (در عربی:  عَوین  )
نام روستایی است در دهستان العَوْد از توابع استان مَحویت در کشور یمن در شبه جزیره عربستان.

## جمعیت
جمعیت آن ( 60 ) نفر (5 خانوار) می‌باشد.